# نيكولاس أليخاندرو كابريرا
نيكولاس أليخاندرو كابريرا (بالإسبانية: Nicolás Alejandro Cabrera)‏ (15 يونيو 1984 في الأرجنتين - ) هو لاعب كرة قدم أرجنتيني في مركز الوسط. لعب مع إنديبندينتي وجيمناسيا لابلاتا وفيليز سارسفيلد وكيلمس ونادي راسينغ ونيولز أولد بويز ونادي أتليتكو للبنين ‏.

## وصلات خارجية
- نيكولاس أليخاندرو كابريرا على موقع Soccerway.com (الإنجليزية)
- نيكولاس أليخاندرو كابريرا على موقع عالم كرة القدم.نت (الإنجليزية)